# マップス (OVA)
『マップス』は、長谷川裕一の漫画作品『マップス』を原作とするOVA。
1987年発売の学習研究社版と1994年発売のケイエスエス版の2種類が存在するが、本項では両方について記述する。

## 1987年（学研）版
正式タイトルは『マップス 伝説のさまよえる星人たち』で、原作のACT.1をベースにした作品。1987年7月14日に松竹富士系にて劇場公開されている。併映作品は聖悠紀原作の『TWD EXPRESS』。OVAは日本コロムビアより1987年7月21日にVHS/Beta。1987年9月21日にレーザーディスクで発売。ジャケットイラストは長谷川裕一自身によるもの。また、同時期に『アニメディア』誌上でフィルムコミックが連載された。

### スタッフ
- 監督：早川啓二
- 脚本：寺田憲史
- キャラクターデザイン・作画監督：辻初樹
- 美術監督：小林七郎
- 撮影監督：杉村重郎
- 音響監督：松浦典良
- 原画：丹内司 佐藤雄三 浜田勝 横山彰利 阿部司 佐藤徹 山本哲也 清水恵子 鶴山修 大西貴子 中野彰子
- 動画チェック：佐伯哲也
- 動画：松尾佳昭 山田隆弥 吉田光昭 斎藤利子 岡部和美 中村裕 佐藤智之 浅井健二 西山辰也 中辻克哉 片田敬信 前田大三 榎本富士香 　鈴木富美子 臼井とみ子
- 色指定：吉野紀通　　仕上げ検査：佐藤富美子 鈴木英俊
- 美術：形山正
- 背景：木村真二 加藤賢司 田中貞彦 織部文江 白石誠 高橋久嘉 松室剛 大塚伸弘
- 撮影：田村洋 小堤勝哉 青柳正二 風村久生 西山城作 仙田勝男 小林徹 枝光弘明
- 特殊効果：榊原豊彦
- 編集：掛須秀一
- 現像：東京現像所
- 効果：今野康之
- 録音：大塚晴寿 小原吉男
- 音響監督補：渡辺淳
- 音響プロデューサー：黒田洋
- 音楽：田中公平
- 主題歌：『天使は眠らない』
  - 作詞・作曲：関口和之（サザンオールスターズ）、編曲：田中公平、歌：橋本潮
- 音楽プロデューサー：前山寛邦
- 制作進行：鶴田寛
- 制作担当：三俣晴一郎　若菜三樹雄
- スペシャル・サンクス：学研NORA編集部・メモリーバンク
- プロデューサー宮下昌幸
- 制作プロデューサー：金子泰生 若菜章夫
- 制作協力：スタジオぎゃろっぷ・ギャガ・コミュニケーションズ・日本テープ・ジャパンホームビデオ
- 企画・制作：学研アニメ映像事業室
- 製作：日本コロムビア

### 登場人物・声の出演
- 十鬼島ゲン：田中真弓
- リプミラ：鶴ひろみ
- 君塚星見：皆口裕子
- ニュウ・エイブ：神谷明
- ツキメ：渡辺菜生子
- カリオン：小野坂昌也
- 伝承族ミバリハン：柴田秀勝

## 1994年（KSS）版
原作のACT.1・ACT.5と「六人の幽霊船編」をベースにした作品、全4話。

### サブタイトル
- ACT1 宇宙（あま）翔ける天使
- ACT2 トラベラーの報酬
- ACT3 六人の幽霊船
- ACT4 伝説の復活

### ソフト
VHS
販売用（全4巻）とレンタル用（全2巻）の2種類存在する。
- 販売用
  - V-1（1994年7月8日発売）
  - V-2（1994年9月9日発売）
  - V-3（1994年11月25日発売）
  - V-4（1995年2月24日発売）
- レンタル用
  - R-1（ACT1～2を収録）
  - R-2（ACT3～4を収録）

LD
全4巻、発売日は販売用VHSと同一。初回特典に長谷川裕一描き下ろしイラスト付きライナーノートがついた。
- L-1（品番 JSLA-22395）
- L-2（品番 JSLA-22435）
- L-3（品番 JSLA-22455）
- L-4（品番 JSLA-22465）

DVD
全2巻。
- D-1（1999年8月6日発売、品番 KSXA-23687、ACT1～2を収録）
- D-2（1999年9月10日発売、品番 KSXA-23688、ACT3～4を収録）

サントラCD
- マップス オリジナル・サウンド・トラック（1995年1月27日発売、品番 JSCA-29009）
  - ミニドラマ「遠く地球を離れて……」収録。

#### スタッフ
- 監督：西澤晋
- 脚本：辻真先
- キャラクターデザイン：大倉雅彦
- 作画監督：本橋秀之
- 美術監督：渋谷幸弘
- 音楽：川崎真弘
- 主題歌：『風は翼に乗る 翼は風に乗る』
作詞：長谷川裕二、作曲：TUKASA、編曲：Teddy & Melvin、歌：水島康宏
- 宣伝協力：大野浩・学研アニメ友の会
- 協力：学研コミックNORA編集部・学研アニメV編集部・メモリーバンク・綿引勝美・磯貝和宏
- プロデューサー：望月正雄
- 製作：東京ムービー新社・KSS

### 登場人物・声の出演
- 十鬼島ゲン：緑川光
- リプミラ：冬馬由美
- 君塚星見：國府田マリ子
- ツキメ：安西正弘
- カリオン：谷口節
- ダイン：折笠愛
- リム：こおろぎさとみ
- シアン：緒方恵美
- レイン：井上喜久子
- ラドウ：冨永みーな
- ジャルナ：高橋美紀
- ガッハ・カラカラ：大塚芳忠
- ササンドラ主席：峰恵研
- ゼオ：金尾哲夫
- ガタリオン：まるたまり
- リングロド：加藤精三

### 補足
- 当初は第2期シリーズ以降も計画された。そのため、OPには本編には全く登場していない伝承族が出ていたりする。
- 監督はKSSのイベントで「実は原作をまだ全部読んでない」と発言し、同席していた作者を怒らせた。
- 『月刊コミックNORA』1994年4月号から8月号にかけて長谷川裕一による『マップス アニメ制作日誌』という連載がなされた。
- 主題歌を作詞した「長谷川裕二」は長谷川裕一の別名である。ちなみに、これ以前に『ハイスピード・ジェシー』で長谷川裕二名義が使用されたときには「長谷川裕一の弟」という名目だったが（実在する弟で、本作初期の頃にアシスタントを務めていたアニメ脚本家の長谷川勝己とは無関係である）、本作では上記の連載中で正体が初めからばらされていた。
- 脚本を担当した辻真先はこの当時、既にアニメ脚本の第一線から退き、小説の執筆が中心であった。後に著書『マンガで育った60年 現代コミック私史』（東京新聞出版局刊・ISBN 4-8083-0684-0）の中で、本作およびその他の長谷川作品について記述しており、原作を高く評価している一方で「（テレビアニメから足を洗った自分には）荷が重かった」とコメントしている。
- うるし原智志イラストによるジャケットイラストと宣伝ポスターが作られている。また、サントラ盤のCDジャケットは梶島正樹が手がけており、この中に収録されているミニドラマの脚本は黒田洋介である。しかし、3人ともアニメ本編には参加していない。
- ADVフィルムが北米で英語版を販売している。
- 『星图传说』というタイトルで中国語版も販売されている。